# Hippolyte Bedeau
Pour les articles homonymes, voir Bedeau.
Hippolyte Émile Bedeau (Paris, 27 mai 1824 - Paris 11e, 8 septembre 1878), est un auteur dramatique et chansonnier français.

## Biographie
Président de la Sacem, ses pièces ont été représentées sur les plus grandes scènes parisiennes du XIXe siècle : Théâtre des Folies-Dramatiques, Théâtre des Variétés, Théâtre Beaumarchais, etc.
Il est inhumé au cimetière du Père-Lachaise (12e division),, à Paris.

## Œuvres

### Théâtre
- Les Orphelines du faubourg, vaudeville en 3 actes, avec Thirion, 1854
- L'Amoureux d'en face, vaudeville en un acte, avec Émile Thirion, 1855
- La Question d'économie, comédie-vaudeville en 3 actes, 1857
- Les Bourgeoises de Paris, vaudeville en trois actes, 1860
- La Fête d'un vieux garçon, vaudeville en 1 acte, avec Pierre Bureau, 1860
- Les Parisiens en voyage, vaudeville en 3 actes et 5 tableaux, avec Henri Thiéry, 1861
- Le Serment de Bichette, avec Adolphe Dupeuty, 1865
- Un jour de déménagement, comédie-vaudeville en 1 acte, avec Eugène Grangé, 1867
- Le Pavillon vert, vaudeville en 1 acte, 1867
- La Botte d'asperges, vaudeville en 1 acte, avec Henri Thiéry, 1869
- L’Étudiant d'Heidelberg, opérette en 1 acte, musique d'Henrion, 1869
- Paola et Pietro, saynète, musique d'Henrion, 1869
- Cupidon, saynète en 1 acte, avec Paul Henrion, 1870
- Le Pacha de Saint-Flour !, scène comique, musique d'Hervé, 1870
- Un procès en séparation, saynète en 1 acte, musique de Barbier, 1870
- Le Champagne de ma tante, opérette en 1 acte, 1874
- La Bonne de ma tante, saynète bouffe, avec Frédéric Barbier, 1877
- La Première saisie, comédie en 1 acte, avec Saint-Agnan Choler, 1878

### Chansons
- Madeleine !, romance, musique de Charles Lehr, 1854
- La Nourrice sur lieux !, rusticité bressane, musique de Villebichot, 1866
- Les Bébés !, symphonie-chanson, musique d'Auguste de Villebichot, 1867
- J'os' pas !, chanson, musique d'Hervé, 1867
- La Marchande de bouquets !, chanson, musique d'Hervé, 1867
- Prends Garde !, chansonnette comique, musique d'Hervé, 1867
- Qu'est-ce qu'il dira ?, chansonnette, musique d'Hubans, 1867
- Toujours du bouillé, chanson, musique d'Hervé, 1867
- Ah ! Qu' t'es donc Cruche, mon pauvre Tanuche !, chansonnette, musique de Charles Hubans, 1868
- La Cuisinière à la campagne !, chanson, musique de Charles Lecocq, 1869
- Le Déjeuner sur l'herbe, chansonnette, musique d'Henri Cellot, 1869
- La Terreur des braconniers !, chansonnette, musique d'Hubans, 1869
- Les Vélocipèdes !, chansonnette, musique d'Henrion, 1869
- À la guerre comme à la guerre, chansonnette, musique de Frédéric Barbier, 1870
- La Belle aux cheveux d'or, chansonnette, musique de Barbier, 1870
- Bijou !, chansonnette, 1870
- Choublanc, chansonnette, 1870
- Colin et Colinette, chansonnette, musique d'Émile Coard, 1870
- L'Enfant de la folie, chanson, musique de Barbier, 1870
- J'peux pas m'en empêcher, faut qu' je r'garde, chansonnette, musique de Barbier, 1870
- La Liseuse, chansonnette, musique de Barbier, 1870
- Moi j'aim' les femm's de trent' cinq ans, chanson, musique de Barbier, 1870
- La Nouvelle Marchande du temple !, chanson, musique d'Hubans, 1870
- Le Pays des amours !, chanson, musique de Lecocq, 1870
- Plus tard, comme plus tard !, chansonnette, musique de Planquette, 1870
- Quand donc viendra mon tour ?, chansonnette, musique de Barbier, 1870
- Un homme qui vous aime !, chansonnette, musique de Frantz Liouville, 1872
- Semez !, chanson rustique, musique de Jules Quidant, 1872
- Les Deux Amis !, chanson, musique de Planquette, 1873
- Trop grosse, chansonnette, musique de Barbier, 1873
- Ce pauvre Pierre !, chansonnette, musique d'Hubans, 1874
- Le Défaut d'Augustine !, chansonnette, musique de Robert Planquette, 1874
- La France et la Chanson !, scène lyrique, musique d'Hervé, 1874
- Le Procès-verbal !, chansonnette, musique d'Hubans, 1876
- La Bergère de Barbizon !, chanson, musique de Paul Henrion, 1876
- Quatre jours avant !, chansonnette, musique d'Henrion, 1879
- Gustave est trop gras !, chansonnette, musique d'Henrion, 1886
- La Grosse. Gourmande !, chanson, musique de Lecocq, non datée